# Rue Berton
Koordinaten: 48° 51′ N, 2° 17′ O
Die Rue Berton ist eine kleine und altertümliche Straße im 16. Arrondissement von Paris.

## Lage
Die Straße verläuft von der Rue d’Ankara bis zur Avenue de Lamballe. Die Rue Berton ist eher eine Gasse, sie ist immer noch mit alten Pflastersteinen versehen. Sie hat sich ihren früheren Charme und Charakter erhalten, während die Umgebung schon lange nicht mehr an die dörfliche Vergangenheit erinnert.

## Namensursprung

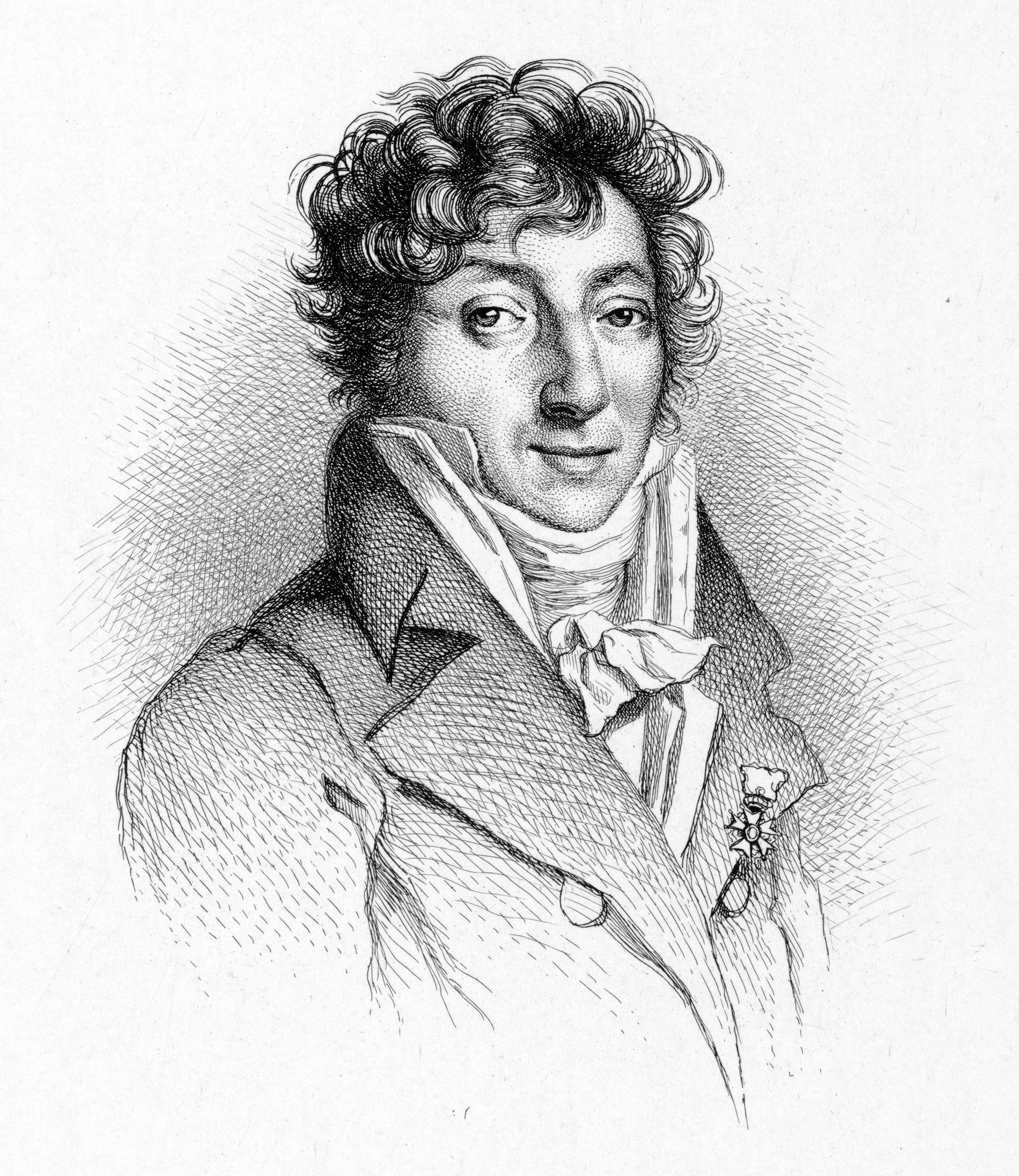
Henri Montan Berton

Die benachbarte Rue d’Ankara trug früher den Namen Rue Berton. Als die Türkische Botschaft ihren Sitz in dieser Straße bezog, wurde sie in Rue d’Ankara umbenannt. Die Stadtväter wollten den Namen Rue Berton jedoch nicht verschwinden lassen, der an zwei Komponisten erinnert:  Pierre-Montan Berton (1727–1780), Direktor der Pariser Oper, und dessen Sohn Henri Montan Berton (1767–1844), Verfasser von insgesamt 48 Opern. So bekam die vormalige Rue du Roc (deutsch Felsenstraße) ihren heutigen Namen Rue Berton.

## Geschichte

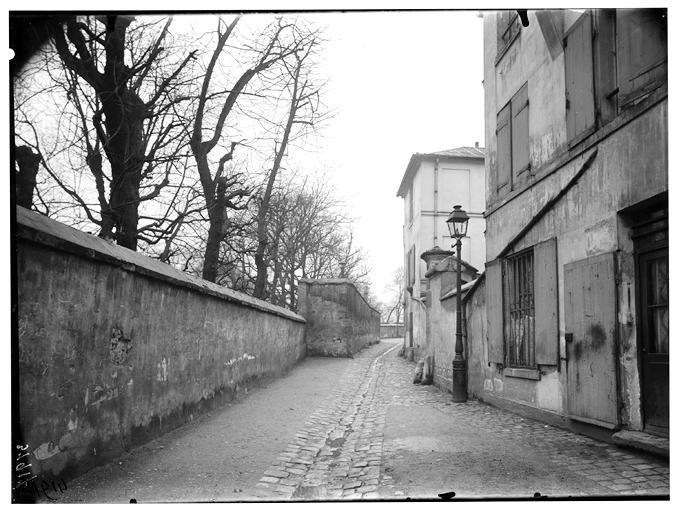
Die Straße 1901

Auf dem Plan de Roussel von 1730 ist ersichtlich, dass diese Straße der ehemaligen Gemeinde Passy damals «Rue de Seine» und dann «Rue du Roc» hieß. Sie wurde dann per Dekret vom 23. Mai 1863 in das Pariser Straßennetz eingegliedert und erhielt ihren heutigen Namen am 2. Oktober 1865. Bis 1954 gehörte die heutige Rue d’Ankara dazu.
Die künftige Bebauung des an das Haus von Balzac angrenzenden Grundstücks, das 2012 von der Stadt Paris an eine Immobiliengesellschaft verkauft wurde, gab Anlass zu großer Besorgnis, insbesondere unter Kunsthistorikern.

## Sehenswürdigkeiten
- Nr. 24: Hier befand sich der Hinterausgang des Hauses, in dem Honoré de Balzac zwischen November 1840 und Februar 1847 wohnte. Über diesen Hinterausgang ergriff der unter chronischem Geldmangel leidende Schriftsteller für gewöhnlich die Flucht, wenn einer seiner Gläubiger am Haupteingang in der Rue Raynouard Nr. 47 erschien. Um sich vor ungebetenen Gästen zu schützen, lebte er hier unter dem Pseudonym M. de Breugnal. Es wurden auch nur Besucher eingelassen, die das richtige Kennwort wussten: La saison des prunes est arrivée („Die Pflaumensaison ist eröffnet“).[3]

Historisch bedeutsam ist eine Grenztafel aus dem Jahr 1731, die auf der Mauer hinter Balzacs ehemaligem Wohnhaus angebracht ist. Sie markiert die Grenze zwischen dem alten Dorf Passy und dem südlich anschließenden Dorf Auteuil. Seit der Eingemeindung zu Paris am 1. Januar 1860 wird das gesamte 16. Arrondissement Passy genannt, während eines seiner vier Quartiers (Stadtviertel) den Namen Quartier d’Auteuil trägt.
Auf der linken Seite der Rue Berton liegt die Botschaft der Türkei (früher befand sich dort die Nervenheilanstalt des Dr. Blanche, siehe hier). Auf der rechten Seite steht das ehemalige Wohnhaus des Schriftstellers Honoré de Balzac.
- Nr. 38: Im 7. Stockwerk befand sich die Wohnung des Architekten Auguste Perret. In dem Gebäude, eines der ersten mit Stahlbeton gebauten Häuser[4], befand sich auch sein Büro.

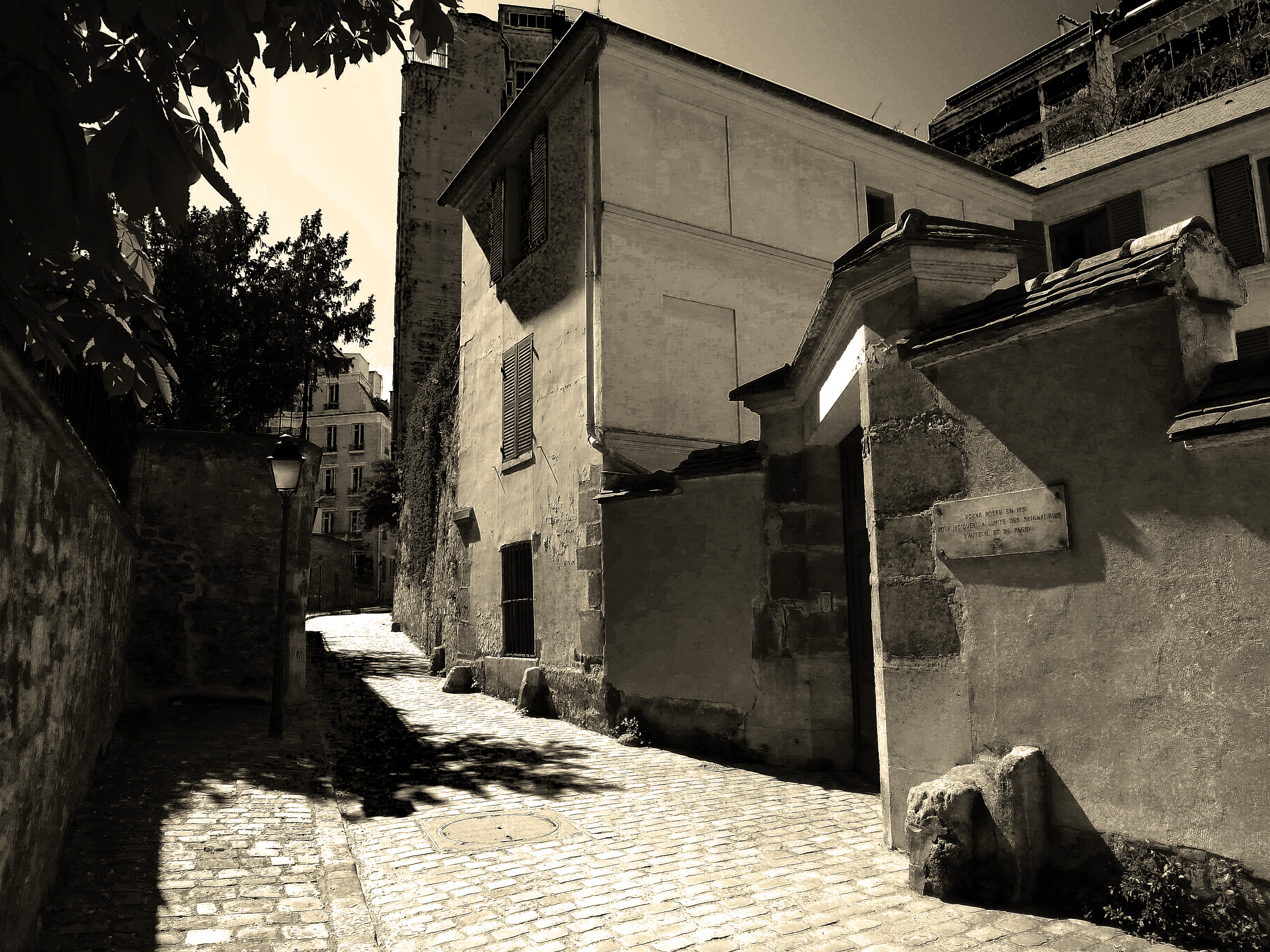
Maison de Balzac
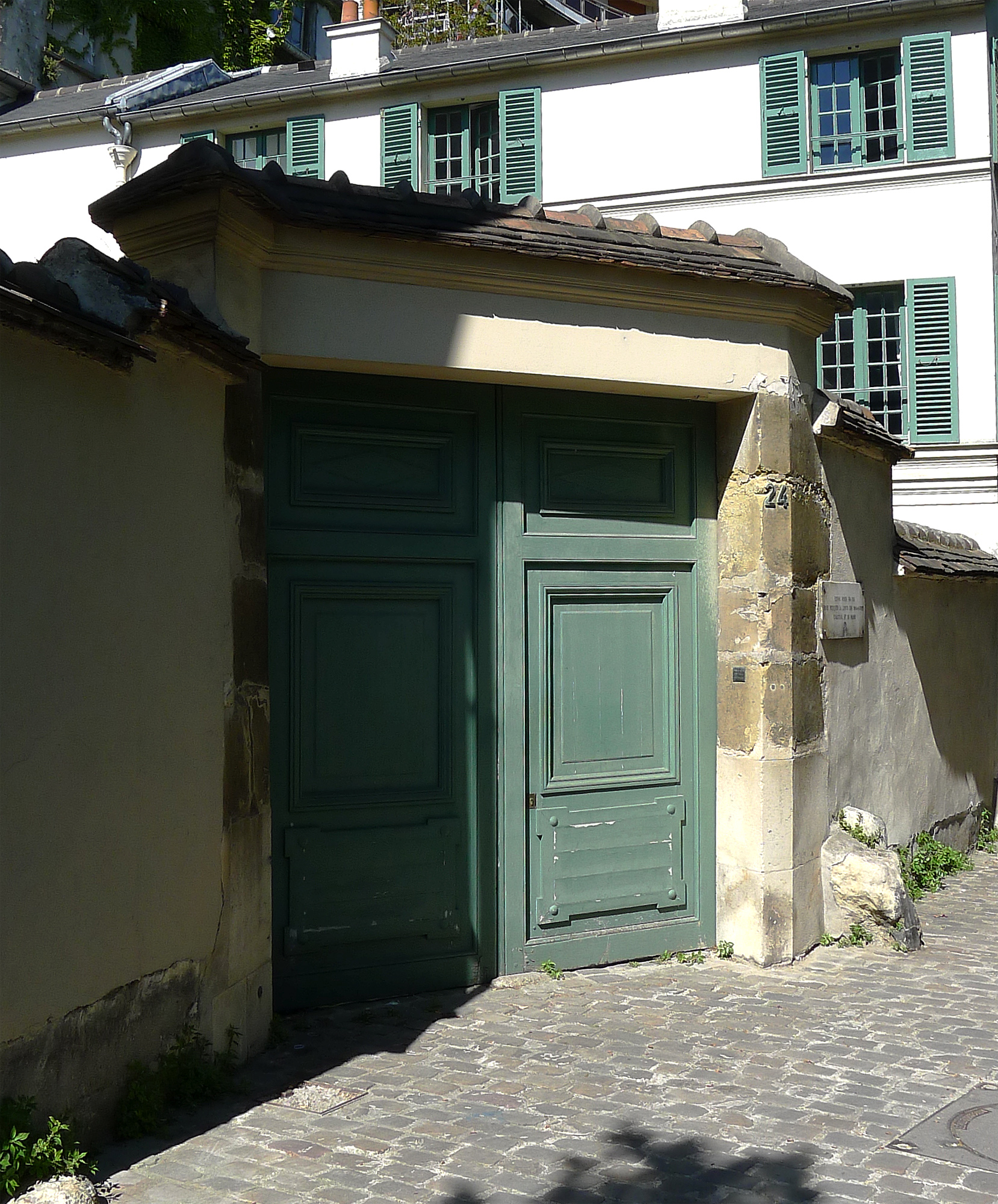
Nr. 24, die „Fluchttür“
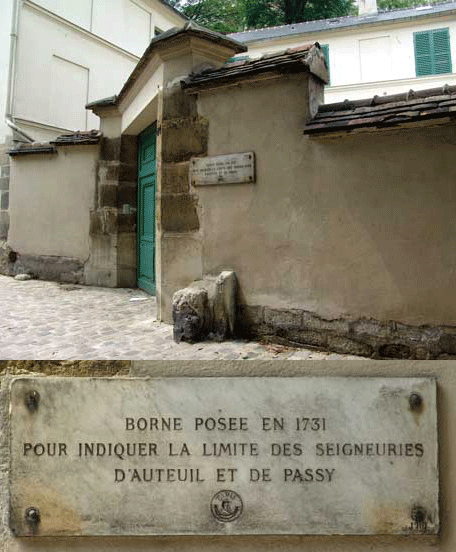
Alter Grenzstein in Passy